# Шуфу
Уезд Шуфу (кит. упр. 疏附县, пиньинь Shūfù xiàn) или Кашгарский старый город (уйг.  قەشقەر كونا شەھەر ناھىيىسى‎, Қәшқәр Конишәһәр наһийиси) — уезд округа Кашгар Синьцзян-Уйгурского автономного района Китая.

## География
Расположен на крайнем западе округа, на северо-западной оконечности Таримского бассейна. Средняя высота уезда над уровнем моря — около 1300 м. Горы составляют 54 % территории, равнины — 46 %. Климат — пустынный, континентальный, со среднегодовой температурой 11,2°С и средним уровнем осадков — 72 мм. Площадь составляет 3 513 км².

## Население
Население по данным переписи 2002 года — около 360 000 человек. На территории уезда проживают представители 13 этнических групп. По данным на 2003 год 97,8 % населения составляют уйгуры, около 2 % — китайцы (хань) и 0,2 % — другие народы.

## История
В древности эти места входили в состав государства Шулэ.
Когда эти земли были завоёваны империей Цин, то в 1762 году здесь была построена крепость Лайнин (徕宁城), которая была разрушена в 1826 году. В 1828 году была построена новая крепость на месте бывшей уйгурской деревни, в которой разместились войска и административные органы. Новую крепость стали называть «Новым городом» или «Китайским городом», а старую — «Старым городом» или «Уйгурским городом»; официальным названием новой крепости было «Хуэйу» (恢武), старую же называли Токчак.
В 1884 году была образована административная единица «Кашгарский регион» (喀什噶尔道), а в её составе — Непосредственно управляемая область Шулэ (疏勒直隶州). Для облегчения управления в составе области Шулэ был создан Уезд Шулэ (疏勒县, Шулэ сянь) с административными структурами в «новом городе», а в «старом городе» разместился филиал уездного правительства, управлявший частью уезда (疏勒附县, Шулэ фусянь). Впоследствии «Шулэ фусянь» сократилось до «Шуфу».
В 1955 году был образован уезд Шуфу в составе Специального района Кашгар (喀什专署).

## Административное деление
Уезд Шуфу делится на 4 посёлка и 6 волостей.